# Fumée (couleur)
Fumée, gris fumée et bleu fumée sont des noms de couleur en usage dans la mode et la décoration pour désigner des couleurs claires, en référence à la fumée. La fumée bleue est souvent associée au cigare et à la cigarette.
Dans les nuanciers actuels, on trouve, en couleur de papier 429 gris fumé ; en fil à broder 646 fumée grise, 3963 bleu fumée.
Le Répertoire de couleurs de la Société des chrysanthémistes publié en 1905 indique quatre tons de Fumée « reproduction du Fumosus du professeur Saccardo. — Couleur rappelant celle de la fumée provenant de la combustion du bois de chauffage, synonyme de Gris cachou et de Gris nuage ». Il s'agit d'un gris-beige. Cela n'empêche pas qu'on trouve à la même époque une « toilette élégante en drap pastel bleu fumée » dans une description de mode, sans qu'on puisse en connaître la nuance exacte.
Au XIXe siècle, Michel-Eugène Chevreul a entrepris de repérer les couleurs entre elles. Fumée de Londres fait partie des « noms de couleur le plus fréquemment usités dans la conversation et dans les livres » ; c'est un gris bleuté à peine plus clair que le noir (19 ton, le blanc étant 0 et le noir 21).
Le nuancier et dictionnaire de noms de couleur de langue anglaise ICSS-NBS associe le mot fumée à plusieurs teintes : « smoke »
185, 
186, 
191, 
266, 
ce dernier aussi « smoke brown » (brun fumée) et « smoked pearl » (perle fumée) ; 
« smoke blue » (bleu fumée)
192, 
203 ; 
« smoke gray » (gris fumée) 
90, 
93 ;  
« smoke pine » (couleur pin fumée)
122, 
154 ; 
« smoke ring » (rond de fumée) 
185 ;
« smokestain rose » (rose fumée) 
18 ; 
« smoke yellow » (jaune fumée, identique à sable) 
109, 
112